# Hemeroblemma cinctilinea
Hemeroblemma cinctilinea là một loài bướm đêm trong họ Erebidae.